# Северная Буковина

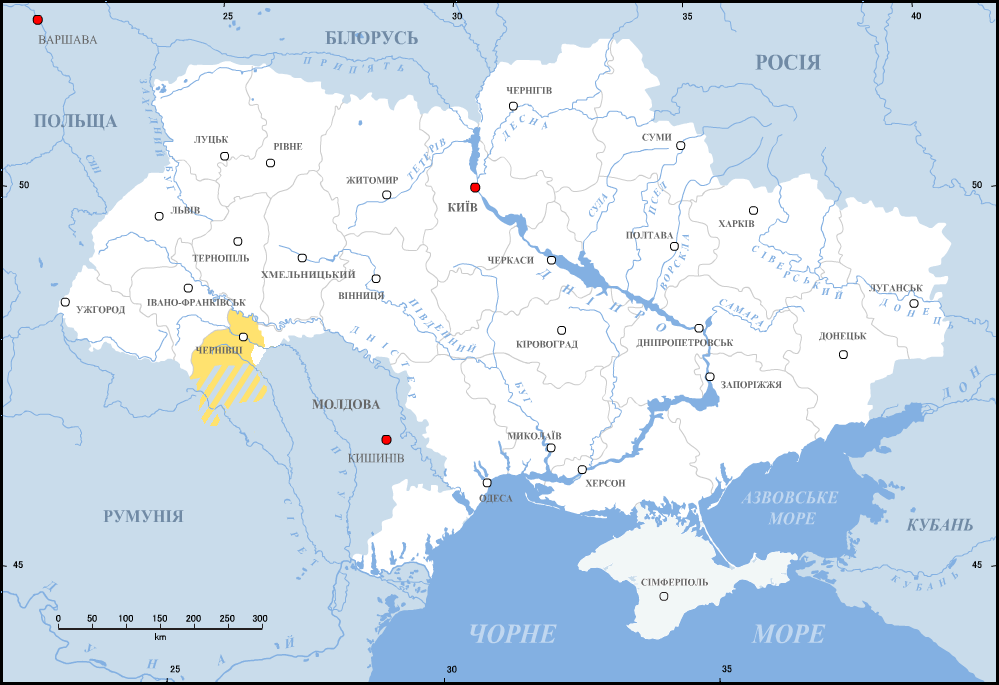

Се́верная Букови́на (укр. Північна Буковина, рум. Bucovina de Nord) — часть Буковины, включающая Черновицкую область Украины без Днестровского района. Южная Буковина образует жудец Сучава Румынии.

## История
С давних пор Северную Буковину заселяли разные племена, изначально даки, в IV столетии — анты, тиверцы и уличи. В X—XI веке она вошла в состав Киевской Руси; в XII — первой половине XIV века — входила в состав Галицкого и Галицко-Волынского княжества. В составе последнего на территории Северной Буковины выделялась и так называемая Шипинская земля, которая в 1349 году попала в зависимость от Польского королевства. Впоследствии эти земли вошли в состав Молдавского княжества.
По окончании Русско-турецкой войны 1768—1774 годов Австрийская империя, не принимавшая участия в военных действиях, вторглась в северную часть Молдавии, известив об этом русское командование. Россия предпочла не вмешиваться в конфликт, что позволило австрийской дипломатии заявить права Габсбургов на территорию Буковины. Туркам, не заинтересованным в ухудшении отношений с Австрией, пришлось признать этот факт. 7 мая 1775 года в Константинополе по этому вопросу была подписана Конвенция.
После присоединения к Австро-Венгрии Буковина стала Черновицким округом Галиции, но в 1849 году стала отдельной областью.
В 1867—1918 годах Буковина была герцогством в составе цислейтанской части Австро-Венгерской монархии, граничащим на севере с Галицией, на западе — с Венгрией и Трансильванией, а на юге и востоке — с Бессарабией.
С февраля 1918 года Буковинское народное собрание в Черновцах поддержало решение о вхождении Северной Буковины в состав Украинской народной республики. С 11 сентября 1918 года по 28 июня 1940 года данная территория входила в состав Румынии, но после ультиматума в 1940 году была присоединена к СССР и передана УССР. Румынская власть межвоенного периода проводила в отношении местного славянского населения политику систематичной и довольно жёсткой румынизации, чем вызвала массовое недовольство местного славянского населения. Решением Верховного Совета СССР 7 июля 1940 года Северная Буковина и Хотинщина (север Бессарабии) были объединены в Черновицкую область УССР, к которой также была присоединена область Герца, которая изначально не входила в список претензий Советского Союза (была занята советскими войсками по ошибке), с преимущественно румынским (90 %) населением.
Во время Второй мировой войны в 1941—1944 годах, Северная Буковина вновь вошла в состав Румынии. Было образовано губернаторство Буковина. В 1944 году она была очищена советскими войсками от румынских войск и в итоге передана в состав УССР.